# Вестник противовоздушной обороны (журнал)
«Вестник противовоздушной обороны» — ежемесячный журнал Министерства обороны СССР, официальное издание войск ПВО СССР.

## История
Издание журнала началось в 1931 году. С конца 1940 по апрель 1958 года не издавался. 
В 1962 году стоимость одного номера журнала составляла 25 копеек (стоимость годовой подписки — 3 рубля).
После распада СССР издавался Министерством обороны РФ. Выпуск прекращён в 1994 году.
Журнал освещал опыт работы войск ПВО, вопросы воинского воспитания и обучения личного состава, печатал статьи на технические и теоретические темы. После закрытия его тематика освещается в журнале «Армейский сборник».
С 1999 года существует интернет-сайт «Вестник ПВО», посвящённый системам и комплексам противовоздушной и противоракетной обороны (ПВО и ПРО) России и других стран мира. К журналу отношения не имеет, является авторским проектом Саида Аминова. Последнее обновление — 14 января 2012 года.